# Moord op Abraham Lincoln
De moord op Abraham Lincoln vond plaats op 14 april 1865, kort voor het eind van de Amerikaanse Burgeroorlog, toen hij in het Ford's Theatre in Washington D.C. werd neergeschoten door acteur en politiek activist John Wilkes Booth. Lincoln, de zestiende president van de Verenigde Staten, overleed de volgende ochtend op 15 april 1865 om 7:22 uur.
De moord was politiek geïnspireerd: Booth sympathiseerde met de zuidelijke Geconfedereerde Staten en was een verklaard tegenstander van de afschaffing van de slavernij in de Verenigde Staten, waar Lincoln voorvechter van was. Hoewel de Burgeroorlog al vrijwel beslist was, hoopte Booth, die een haat tegen de president had ontwikkeld, met zijn daad de positie van de Geconfedereerden te versterken. Hij had meerdere medeplichtigen gerekruteerd, waaronder George Atzerodt en Lewis Powell. Zij hadden de opdracht respectievelijk vicepresident Andrew Johnson en de minister van Buitenlandse Zaken, William H. Seward, te doden.
Met drie moorden op een avond wilde Booth chaos creëren en de regering in de noordelijke staten (de Unie) destabiliseren. Ondanks Lincolns dood mislukte Booths complot. Johnson bleef ongedeerd omdat Atzerodt de moed niet had om hem te benaderen, terwijl Seward zwaargewond raakte maar herstelde. Ook bleven de politieke en militaire gevolgen beperkt en werkte Booths daad eerder averechts: de moord en begrafenis leidden, althans in de Noordelijke staten, tot saamhorigheid en een golf van sympathie voor Abraham Lincoln.
Meteen na de aanslag organiseerde het leger een massale klopjacht. Powell werd op 17 april aangehouden en Atzerodt op de 20e. Booth was met een van zijn medeplichtigen, David Herold, naar Maryland gevlucht en later naar Virginia, waar ze tot 26 april hun achtervolgers wisten te ontlopen. Ingesloten in een brandende schuur gaf Herold zich over, maar Booth weigerde en werd doodgeschoten. Talloze verdachten werden aangehouden, maar slechts zeven mannen en één vrouw kwamen voor een militair tribunaal. Het proces begon op 9 mei en op 30 juni werden ze allemaal schuldig bevonden. Vier van hen kregen de doodstraf en werden op 7 juli opgehangen.

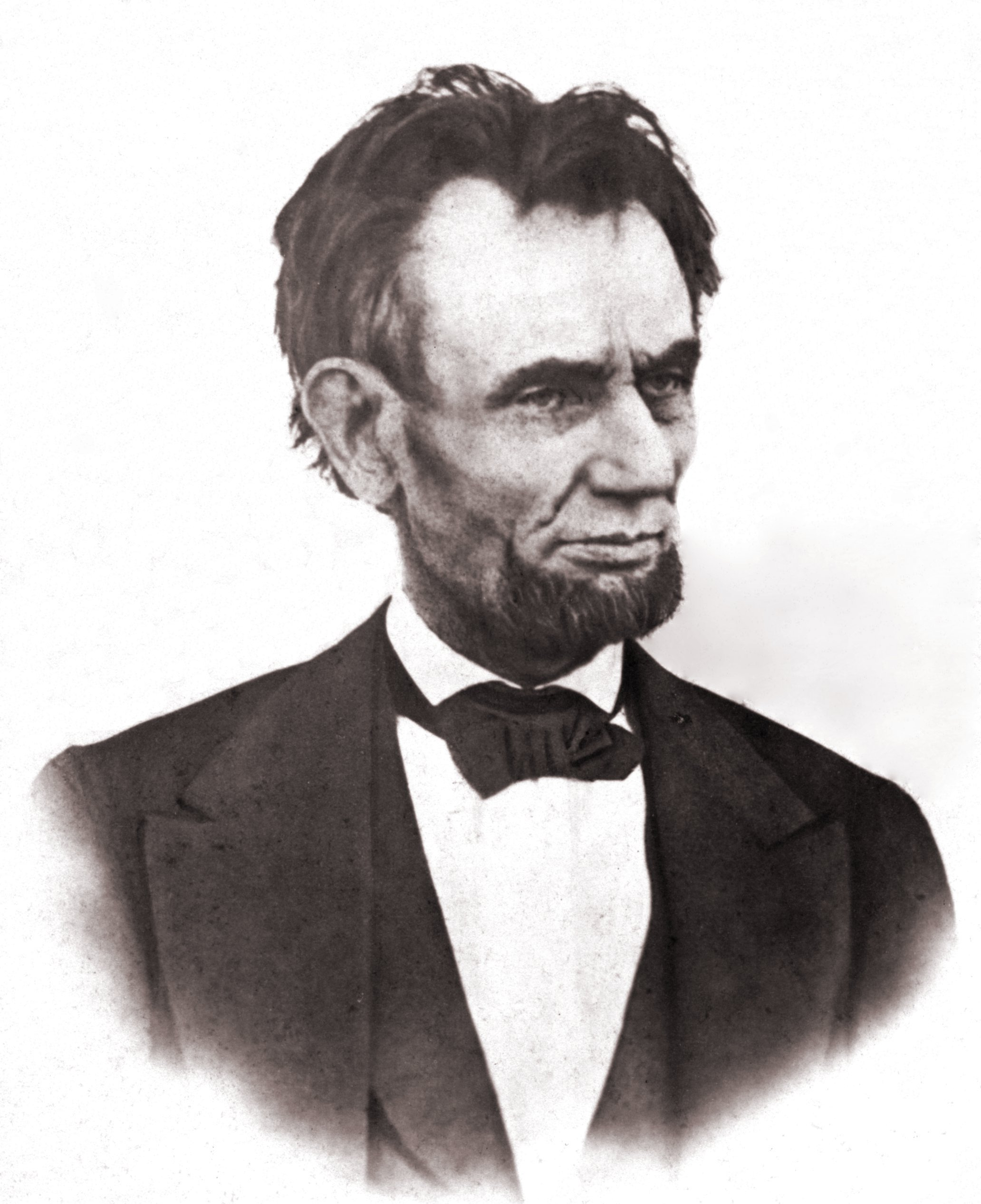
De laatst bekende kwaliteitsopname van Lincoln, op het balkon van het Witte Huis, 6 maart 1865.

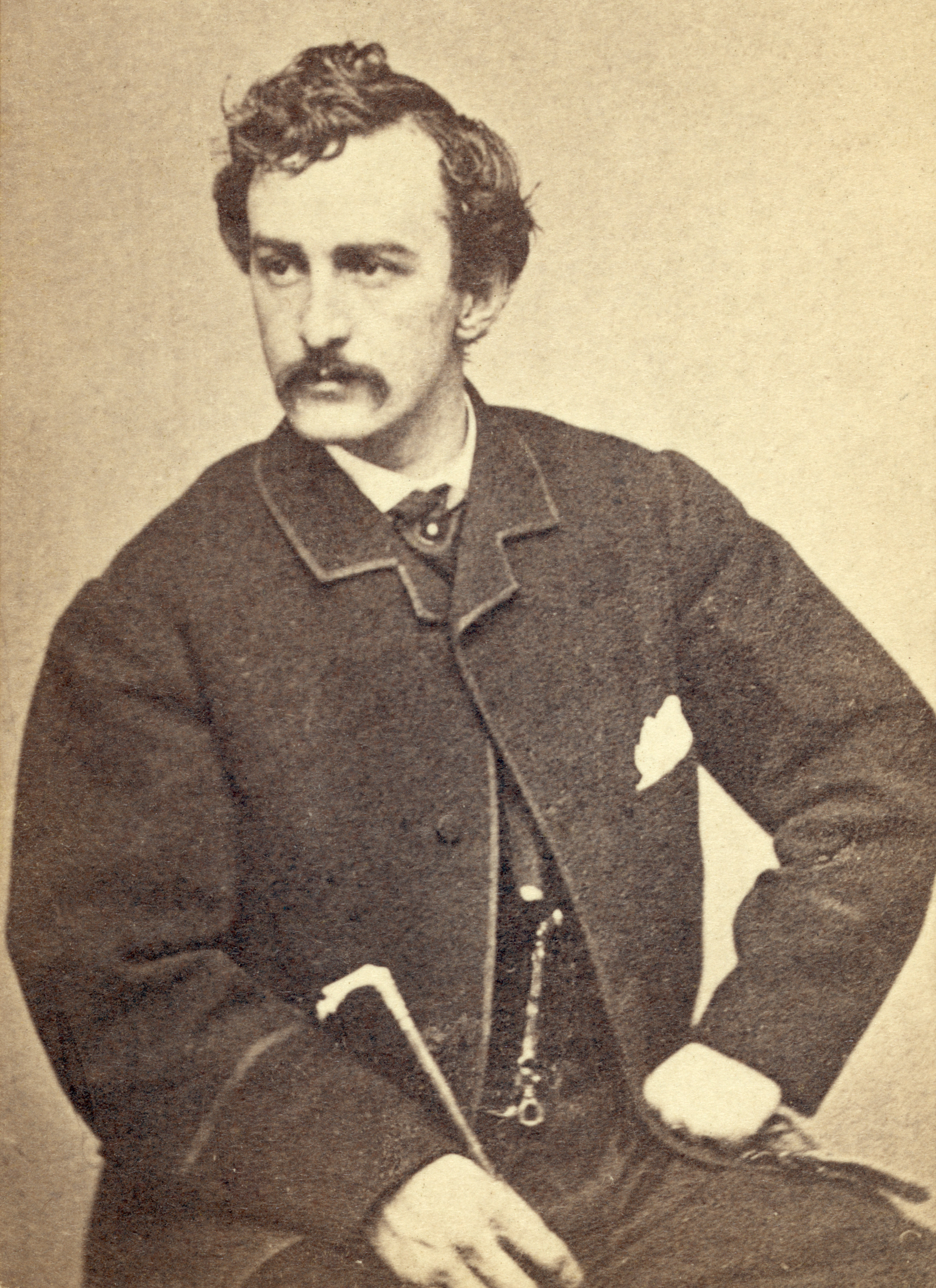
John Wilkes Booth, de moordenaar van Lincoln.